# Wolframs-Eschenbach
Wolframs-Eschenbach är en stad i Landkreis Ansbach i Regierungsbezirk Mittelfranken i förbundslandet Bayern i Tyskland.
Staden ingår i kommunalförbundet Wolframs-Eschenbach tillsammans med kommunen Mitteleschenbach.